# Гіроскутер

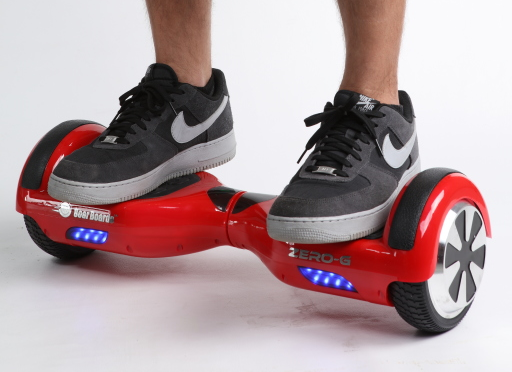

Гіроскутер (двоколісний скутер) — вуличний електричний транспортний засіб, що складається з горизонтальної планки з двома колесами з боків. Використовує електродвигуни, що живляться від електроакумуляторів, і ряд гіроскопічних датчиків для самобалансування і підтримки горизонтального положення планки для ніг.
Також цей пристрій називають: гіроборд, гіроцикл, електроскутер, мінісігвей, смартвей, смарт-сігвей.

## Історія виникнення
Винахід такого виду транспорту сягає корінням до 90-тих років XX століття, коли з'явилися перші прототипи транспортних засобів, які використовують у своїй конструкції системи автоматичного балансування. Прототипом сучасного гіротранспорту подібного типу можна назвати винахід сеґвей. Цей пристрій має два колеса і майданчик для ніг. Модель також може бути оснащена сидінням. Однак головна відмінність гіроскутера від сігвея  — відсутність кермового стовпчика. Тут управління здійснюється не за допомогою маніпуляцій руками, а переміщенням маси тіла з боку в бік. Наприклад, для руху вперед необхідно нахилитися у відповідному напрямку, для гальмування і руху назад — навпаки. Повороти здійснюються за допомогою зміщення маси тіла в бажаний бік.
Перші сучасні гіроскутери з'явилися на початку 2010-х років. Тоді кілька корейських і китайських компаній взялися за масове виробництво і модернізацію наявних прототипів, проте в процесі здешевлення найчастіше застосовувалися ненадійні матеріали та електроніка, що працює зі збоями.

## Влаштування
Гіроскутер складається з декількох ключових елементів:
- Два електричних двигуни;
- Система гіроскопічних датчиків;
- Керуючий пристрій, який обробляє інформацію, що надходить з датчиків;
- Корпус гіроскутера;
- Літій-іонний акумулятор.

Залежно від моделі в гіроскутері можуть бути присутніми додаткові пристрої: інформаційний дисплей, пульт керування, модуль Bluetooth, динаміки для відтворення музики, освітлювальні прилади та інше.

## Принцип роботи
При перенесенні центру ваги тіла вперед гіроскопічні датчики вловлюють таке натискання, і колеса починають обертатися вперед. Відповідно, при однаковому натисканні носками ніг на передню частину платформи гіроскутера, пристрій рухається прямо. Відхиляючись обома ногами назад, при цьому натискаючи обома п'ятами на задню частину платформи, користувач задає рух назад. Поворот здійснюється нахилом лівої або правої половинки платформи вперед, а розворот на місці на 360 градусів вліво (як приклад), здійснюється: натисканням вниз носка правої і п'ятою лівої ніг. Через те, що кожна половинка гіроскутера має свій власний гіродатчик, то і їде вона (при відповідному її нахилі), вперед або назад незалежно від іншої половинки. Так і відбувається поворот чи розворот. І хоча на словах опис цього процесу звучить складно, але насправді все набагато простіше і інтуїтивно зрозуміло. Найчастіше через кілька хвилин практики користувач вже впевнено стоїть на гіроскутері.

## Безпека
У багатьох країнах експлуатація гіроскутерів і ховербордів заборонена як на автомобільних дорогах, так і на тротуарах. Наприклад, подібна заборона діє у Великій Британії (дозволено використання лише на приватних територіях за згоди власника).
Десятки повідомлень про самозаймання свідчать, що неякісні літієві батареї, які використовуються в недорогих ховербордах, можуть займатися як в процесі зарядки, так і при використанні. Кілька авіакомпаній вже заборонили перевезення ховербордів в салоні літака і в багажі через небезпеку їх самозаймання. Amazon заборонила продаж декількох моделей у своєму магазині.
Падіння з гіроскутерів можуть призводити до тяжких травм, у тому числі до переломів